# Eremanthus
Eremanthus is een plantengeslacht uit de composietenfamilie (Compositae of Asteraceae). Het is endemisch in Brazilië en omvat ongeveer 27 soorten. Dit zijn typische elementen van de savanne-achtige cerrado- en campos rupestres-flora in centraal- en oost-Brazilië.
Het geslacht werd opgericht door Christian Friedrich Lessing in 1829. Hij beschreef tevens een soort, E. glomerulatus uit Brazilië, verzameld door Friedrich Sellow.